# 2051
L'any 2051 (MMLI) serà un any comú que començarà en diumenge segons el calendari gregorià, l'any 2051 de l'era comuna (CE) i Anno Domini (AD), el 51è any del tercer mil·lenni, el 51è any del segle xxi, i el segon any de la dècada del 2050.

## Esdeveniments
- Es compleixen 50 anys de la fundació de Viquipèdia, que fou fundada el 15 de gener de 2001.

Països Catalans
- Segons un estudi de l'idescat de l'any 2013:
  - Amb una migració anual de 20.000 persones, la població del Principat se situaria el 2051 en 7,945 milions de persones. Encara que la població total augmenta, es produirà un envelliment global de la població. Així doncs la població de 0 a 14 anys, de 15 a 39 anys i de 40 a 64 anys seran menys nombrosos que els actuals, i el guany de població es concentrarà en el grup de 65 anys i més.[1]
  - L'esperança de vida en homes augmentaria de mitjana 1,45 anys per dècada i la de les dones 1,23 anys per dècada. L'esperança de vida continuarà augmentant, però l'arribada a edats més avançades de generacions cada vegades més nombroses farà augmentar el nombre de defuncions de manera progressiva i sostinguda.[1]

Resta del món
- Abril - Un dels missatges de METI enviats des del radi telescopi Yevpatoria RT-70 el 1999 arriba al seu destí, l'estrella Gliese 777.
- 1 de juny - La càpsula del temps de Washington State Ferries s'inaugurarà, celebrant el 100 aniversari del WSF.[2]

### Data desconeguda
- Més de 1,7 milions de persones al Regne Unit pateixen demència segons els informes publicats el 2007 per la London School of Economics i Institute of Psychiatry.[3]
- Segons l'Oficina del Cens dels Estats Units, la població dels Estats Units arribarà als 400 milions.[4]